# 广东路街道
广东路街道，是中华人民共和国湖南省衡陽市珠晖区下辖的一个乡镇级行政单位。

## 行政区划
广东路街道下辖以下地区：
湘江东路社区、广东路社区、广西路社区、湖南路社区、衡机里社区、安全里社区、湖北路社区、葵花里社区、荷花坪社区、和平小区社区、临江路社区和同仁里社区。